# Sturm und Drang
Sturm und Drang war eine Strömung der deutschen Literatur in der Epoche der Aufklärung, die etwa von 1765 bis 1785 hauptsächlich von jungen, etwa 20- bis 30-jährigen Autoren getragen wurde. Wegen der „Verherrlichung des ‚Originalgenies‘ als Urbild des höheren Menschen und Künstlers“ (Gero von Wilpert) wird diese Strömung auch als Geniezeit oder Genieperiode bezeichnet.
Die Bezeichnung Sturm und Drang kam in den 1820er Jahren auf. Sie geht auf die 1776 verfasste, 1777 veröffentlichte Komödie Sturm und Drang des deutschen Dichters Friedrich Maximilian Klinger zurück – und damit letztlich auf den aus Winterthur stammenden „Genieapostel“ Christoph Kaufmann (1753–1795). Er hatte Klinger gedrängt, sein Schauspiel so zu nennen, anstelle des ursprünglichen Titels Wirrwarr. Die Uraufführung fand in Leipzig am 1. April 1777 durch die Schauspiel-Gesellschaft des Abel Seyler statt, deren Theaterdichter Klinger war.

## Autoren und Werke

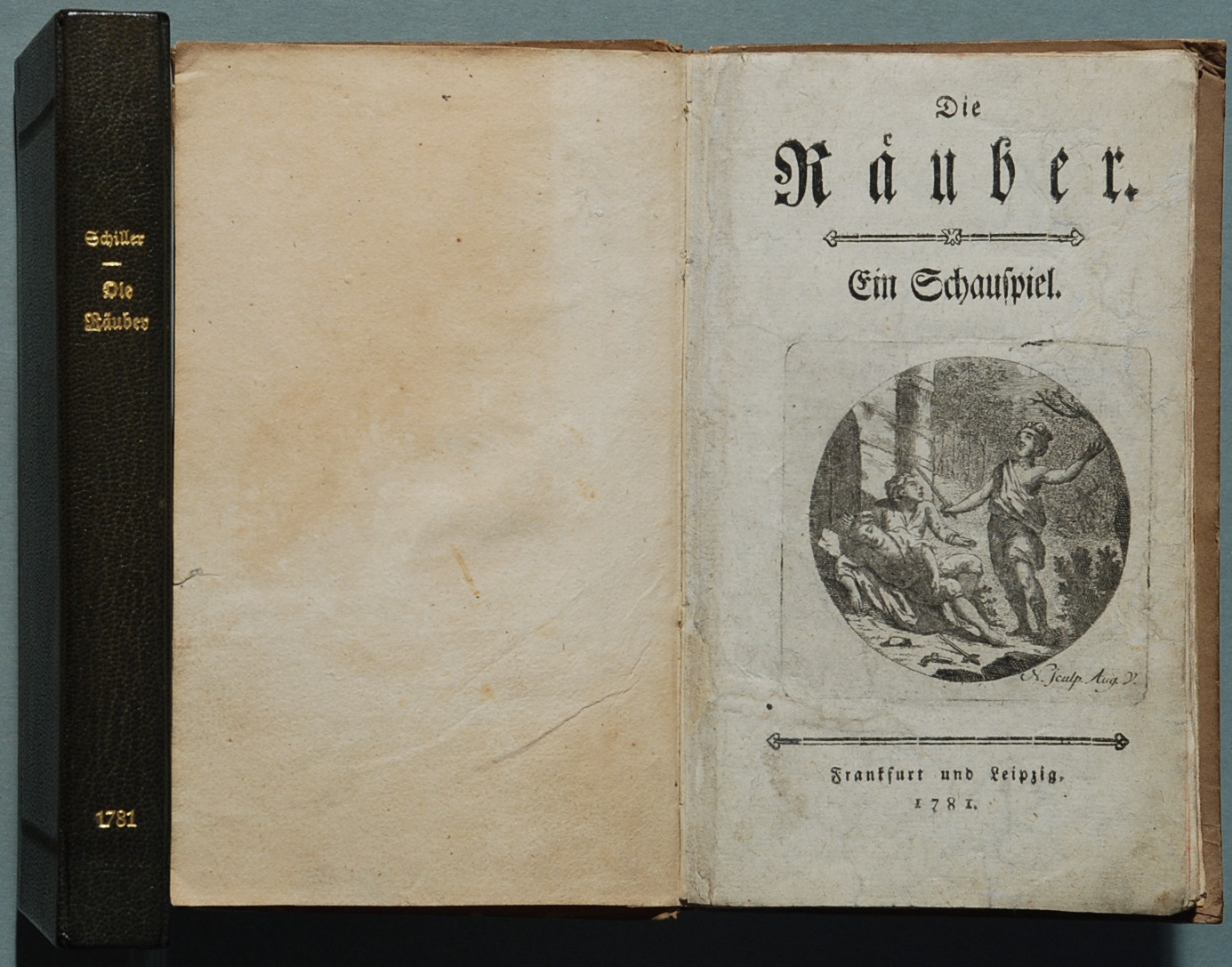
Erstdruck der „Räuber“ von Friedrich Schiller (1781), ohne Nennung des Autors

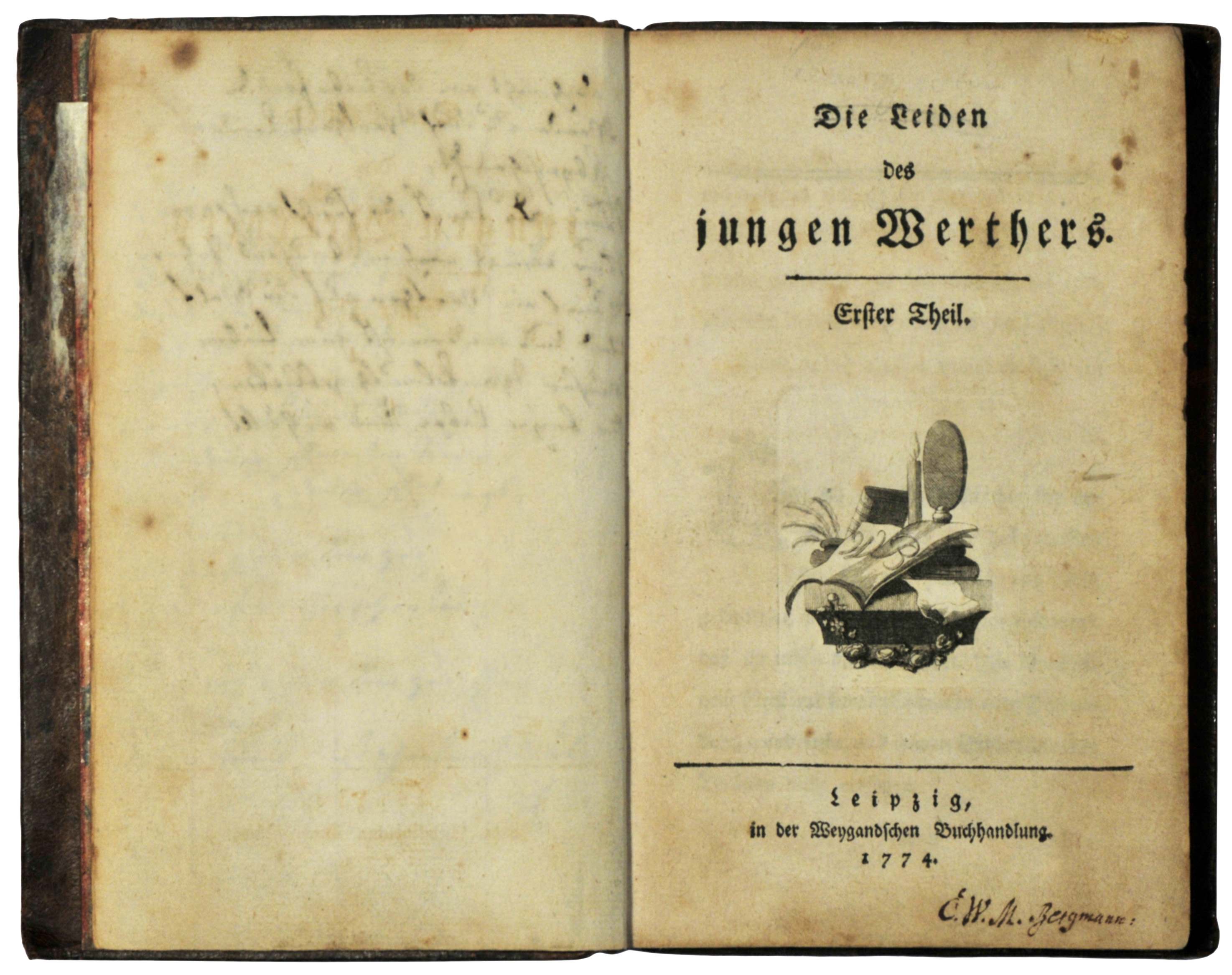
Erstdruck des „Werthers“ von Johann Wolfgang von Goethe (1774)